# Застрашен вид
Застрашен вид (на английски: Endangered, EN) е биологичен вид, за който съществува риск да изчезне, тъй като числеността на популацията му е силно намаляла или има опасност да не успее да се приспособи към промените в окръжаващата го среда. В много страни има специални правни норми, защитаващи някои от застрашените видове чрез забрана на лова им или създаване на защитени територии.

## Категории видове споредМСЗП
- Незастрашен (НЗ): няма непосредствена заплаха за оцеляването на вида. Примери: човек, котка, куче, лама.
- Почти застрашен (ПЗ): предпоставки за неуспешно оцеляване; малък риск за изчезване, но не в близкото бъдеще.
- Уязвим (УЯ): съществува голям риск от изчезване в не много голям период от време. Примери: котешки лемур, голяма бяла акула.
- Застрашен (ЗА): съществува голям риск от изчезване в малък период от време. Примери: син кит, канадски овен.
- Критично застрашен (КР): съществува изключително висок риск от изчезване в най-скоро време. Примери: иберийски рис, тънкоклюн свирец.
- Изчезнал в природата (ИП): останали са само пленени от човека индивиди, но не се срещат в природата. Примери: кон на Пржевалски (подготвя се възстановяването му), едногърба камила.
- Изчезнал (ИЗ): последният индивид от вида е загинал или се предполага, че безсъмнено е загинал в недалечното минало. 1500 е годината, от която IUCN започва да отчита съвременни изчезнали видове. Примери: епиорнис, орел на Хааст, додо, моа.
- Недостатъчни данни (НД): няма достатъчно информация за да се оцени риска от изчезване. Това може да стане или когато липсват сведения за големината на популациите и заплахите за тях, или когато не е точно установена валидността на таксона. Примери: бутилконос делфин, чудски сиг.

## Влияние върху биоразнообразието
За да се защити биоразнообразието на планетата, първо трябва да се установят и изследват факторите, които водят до включването на толкова много видове в графата застрашен вид. Загубата на хабитат е сред най-разпространените причини водещи до застрашаването на видовете, като е причина за тази съдба на 85% от засегнатите видове. Когато екосистемата от която е част даден вид не се самоподдържа (излезе от климакс), той е изправен пред дилемата или бързо да се адаптира към новите условия или да умре. Друг фактор, който води до залпахата за много видове е замърсяването. Други значими фактори са свръхексплоатацията, болестите , климатичните промени .
Човека има огромно влияние върху изчезването на видовете и техните хабитати. „Използвайки ресурси, енергия и нови площи през последните няколко века, човекът, е причинил постоянно намаляване в разнообразието на живи форми, в почти всички части на света.“ 
Нерядко човекът, въз основа на своите лични потребности и възгледи решава кои видове да бъдат защитени и кои са вредни и подлежат на изтребнение. По този начин допълнително нанася дисонанс в засегнатите екосистеми.

## Нуждата от защитаване на видовете
„Многообразието от форми на живота и живите системи е необходимо условие за развитието на човека“.  Видове трябва да бъдат спасени както от „етични“ и „морални“ съображения, така и от чисто практически. Дивите видове са от съществено значение за хората, тъй като доставят продукти и „услуги“, които са от съществено значение за благосъстоянието на човека. Така например определени видове са индикатори за състоянието на околната среда или са от решаващо значение за функционирането на екосистемите. Много видове са ключови за научни пробиви, които са резултат от проучване на дивите организми. . С други думи, видовете служат като източник на продоволствия, като лекарства за човека; благосъстоянието на цялостната среда и екосистемата, и значими резултати при научни открития. Един пример за ползата от запазване на застрашени видове е въвеждането на сивия вълк в Национален парк Йелоустоун. Сивият вълк донесъл многобройни туристи в парка увеличавайки биоразнообразието в защитения регион..
Друг пример, в подкрепа за опазването на застрашените видове, като доставчици на продукти за благосъстоянието на човека, е ментата. Установено е, тя съдържа антигъбичен агент и естествен инсектицид.
Също така намаляването на популациите от плешив орел и сокол скитник „предупреждават хората за потенциалните опасности за здравето, свързани с широкото, пръскане на ДДТ и други устойчиви пестициди“.
И накрая, пример за видовете довели до значими научни открития е тихоокеанският тис (Taxus brevifolia), която е източник на Taxol, едно от най-мощните противоракови съединения, откривано някога". Застрашените видове може да се окажат полезни за човешкото развитие, поддържане на биологичното разнообразие и опазване на екосистемите.
Друг подход в опазването на видовете се състои в това на да се акцентира върху конкретния вид, а усилията да се насочат към поддържането на динамичното равновесие на екосистемата като цяло, която обитават.

## Помощ за застрашените видове
Целта на природозащитниците е да се създава и разширява базата за начини за запазване на застрашените видове и поддържане на биоразнообразието. Има няколко начина, с които човек може да помогне в опазването на видове по света, които са почти на изчезване. Един такъв начин е получаването на повече информация за различни групи от видове, особено безгръбначни, гъби и морски организми, където липсват достатъчно данни.
Например, да разберем причините за намалява и изчезване на популациите. Експериментът е проведен върху популацията на пеперудите във Финландия. В този анализ, на пеперудите за изследвани за класификация, разпространение, плътност, специфика на ларвите, способност за разпространение, размер на възрастните форми, местообитания, период на полета, размера на тялото. За всички пеперуди са записани и анализирани данните за да се определи състоянието на всеки вид. Установено е, че разпространението на пеперудите е намаляла с над 50% и те са останали в строго ограничени местообитания. Един пример за пеперуди, които са с намаляващ процент на разпространение са Boloria frigga и Pyrgus malvae, засегнати от загуба на местообитания, поради обширно пресушаване на блата, където живеят . Този експеримент показва, че когато причините на застрашеност са известни, може успешно да се развие рационално управление на биоразнообразието.
Друг начин да се помогне за запазване на застрашени видове, е да се създаде нова професионална организация, посветена на екологичните етика. Това би могло да помогне на еколозите да вземат етични решения в своите изследвания и управлението на биоразнообразието. Също така чрез по-висока осведоменост относно екологичните етика да подпомогнат за опазването на видовете. „Курсове по етика за студенти, както и програми за обучение на еколози и управители на биоразнообразието“ всичко може да създаде осведоменост за околната среда и предотвратяване на нарушения на етиката в научните изследвания и управление . Един последен начин, по който може да се осъществи опазването на застрашените видове е чрез държавни инвестиции и защита, постановени от правителство. „Еколозите предлагат биологични коридори, биосферните резервати, управление на екосистемите, и екорегионален планиране, като подходи за интегриране на опазването на биоразнообразието и социално-икономическото развитие на все по-големи пространствени скали“ .
Такъв пример на за е Северозападния Хавайските Островен Морски Парк, най-голямата защитена морска зона в света. Паркът е от съществено значение за запазването на подводни съобщества от районите на свръхулов. Паркът служи като дом на около седем хиляди видове, повечето от които не могат да бъдат намерени никъде другаде по света .
- Кон на Пржевалски
(E. ferus przewalskii)
- Морска видра
(E. lutris)
- Малък барал
(P. schaeferi)
- Киви на Мантел
(A. mantelli)
- Сиаманг
(S. syndactylus)
- Андска котка
(L. jacobita)